# Rosina Mantovani Gutti
Rosina Mantovani Gutti (Roma, gennaio 1851 – Roma, febbraio 1943) è stata una pittrice italiana.

## Biografia
Si formò sotto la guida del padre Alessandro Mantovani, pittore ferrarese che nel 1835 si era trasferito a Roma, dove partecipò alla decorazione di palazzo Bolognetti-Torlonia, a Piazza Venezia, distrutto nel 1903.  Rosina Mantovani Gutti entrò poi nell'orbita del pittore nazareno Ludovico Seitz che è stato direttore della Pinacoteca Vaticana e acquisì col tempo padronanza di sé nell'espressione artistica, soprattutto nel disegno, nel pastello e nell'acquarello e scelse di dedicarsi al ritratto, in particolare a quello di donne e di bambini.
Nel 1899 a Torino espose una serie di pastelli, delicati nei toni, dolci e vaporosi nelle sfumature. A Parigi, alla Galleria Henri Graves in rue Caumartin 18, dal 2 al 20 maggio del 1905 presentò dipinti e pastelli. Il suo romantico e delicato Fare la pace (The Peacemaker), realizzato a disegno e ad acquarello, nel 1905 fu inserito in una pubblicazione londinese sulle donne pittrici di tutto il mondo. Oggi Fare la pace è conservata al museo Kingston Lacy Estate, Dorset ed è probabilmente il suo disegno più notoː è stato inciso da Albert J. Mullett, di Melbourne.
Si stabilì a Parigi all'inizio del novecento, dopo un soggiorno a Londra e passò un lungo periodo a Francoforte sul Meno. Sue opere si trovano nelle collezioni Spencer, Schneider de Firest, Murat, D'Araconcurt, Castellane e Wanderbildt. Ottenne commesse da privati - italiani, inglesi, francesi - in particolare da famiglie borghesi e nobili romane. Eseguì un ritratto di Eleonora Duse e fece anche il Ritratto della regina Margherita, il Ritratto della principessa Pallavicino, il Ritratto della duchessa Grazioli e figli e il  Ritratto di Franca Spalletti Florio. Anche nel 1932 sue opere sono state presentate a Parigi, insieme a quelle di sua figlia Emanuela Fabbricotti.
Un appuntamento, importante per l'epoca, è stata la Mostra di arte italiana dal 1800 a oggi che si svolse a Berlino nel 1937. All'Accademia delle arti di Prussia, nella quinta sala, oltre a quelle di Rosina Mantovani Gutti, furono esposte opere grafiche di altri artisti italiani, tra cui Leonetta Cecchi Pieraccini, Luigi Servolini, Diego Pettinelli e Bruno da Osimo.

### Eventi
Un anno dopo la morte del padre uscì una monografia, con dedica alla figlia, che conteneva appunti di Alessandro Mantovani su scuole di pittura, dall'epoca paleocristiana al settecento.
Rosina Mantovani Gutti ha donato all'Accademia di San Luca una sua opera a pastelloː è il ritratto suo padre Alessandro.

### Altre opere
- Autoritratto, 1888, olio su tavola, 635 x 480 mm, firmato in basso a sinistra: "Rosina Mantovani Gutti dipinse se stessa", Galleria d'arte moderna di Firenze, dono di Emanuela Gutti Fabbricotti del 1952.
- Ritratto della figlia, 1924, carboncino e pastello, 410 x 305 mm.